# 霍普灣

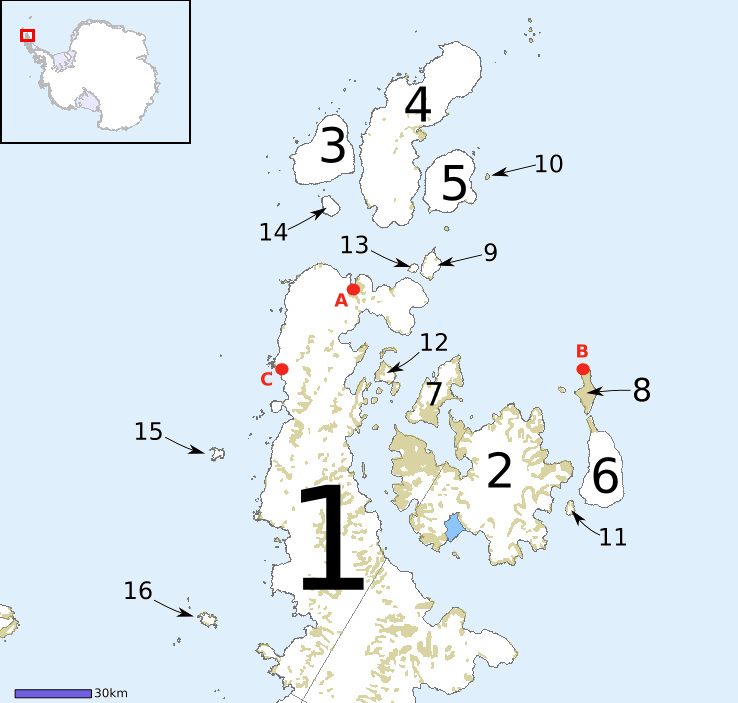

霍普灣（英語：Hope Bay）是南極洲的海灣，位於南極半島的特里尼蒂半島，長5公里、寬3公里，該海灣被國際鳥盟列為重點鳥區，是約12.5萬雙阿德利企鵝的棲息地。

## 外部連結
- British Antarctic Survey Hope Bay Station （页面存档备份，存于）

63°23′S 56°59′W / 63.383°S 56.983°W